# Paulo de Faria
Paulo de Faria là một đô thị ở bang São Paulo của Brasil. Đô thị này nằm ở vĩ độ 20º01'51" độ vĩ nam và kinh độ 49º23'00" độ vĩ tây, trên khu vực có độ cao 444 m. Dân số năm 2004 ước tính là 8 550 người. 
Đô thị này có diện tích 742,92 km².

### Thông tin nhân khẩu
Dữ liệu dân số theo điều tra dân số năm 2000
Tổng dân số: 8.472
- Thành thị: 7.443
- Nông thôn: 1.029
- Nam giới: 4.222
- Nữ giới: 4.250

Mật độ dân số (người/km²): 11,44
Tỷ lệ tử vong trẻ sơ sinh dưới 1 tuổi (trên một triệu người): 23,07
Tuổi thọ bình quân (tuổi): 67,77
Tỷ lệ sinh (số trẻ trên mỗi bà mẹ): 2,50
Tỷ lệ biết đọc biết viết: 87,62%
Chỉ số phát triển con người (HDI-M): 0,754
- Chỉ số phát triển con người - Thu nhập: 0,701
- Chỉ số phát triển con người - Tuổi thọ: 0,713
- Chỉ số phát triển con người - Giáo dục: 0,848

(Nguồn: IPEADATA)

### Sông ngòi
- Rio Grande
- Rio Turvo

### Các xa lộ
- SP-322